# Teokracie
Teokracie (též theokracie; z řečtiny theos = bůh, kratein = vládnout) je forma vlády, která se přímo odvolává na božskou moc a božské právo. Prostředníkem a vykladačem božské vůle a práva je v teokracii obvykle kněžstvo, které mohlo být součástí panovnického dvora (Starověký Egypt), anebo na něm mohlo být do jisté míry nezávislé (biblický Izrael). Pokud vládní moc vykonává kněžstvo, je přesnější mluvit o hierokracii, pokud je moderní státní moc pod přímým vlivem duchovenstva či (křesťanského) kléru, hovoříme o klerikalismu.

## Historie
Pojem teokracie poprvé použil starověký židovský historik Flavius Iosephus, který jím odlišil specifickou formu vlády v Izraeli od běžných starověkých forem monarchie, aristokracie a demokracie. Nicméně i v jiných zemích bylo běžné, že se buď panovník pokládal za božstvo (starověký Egypt, pozdější císařský Řím, Japonsko), anebo se za suverénní moc pokládalo božské (zjevené) právo.
Podstatným rysem teokracie je neměnnost vládní formy a práva, které nemohou být v rukou lidí resp. občanů. Všechny velmi staré právní systémy byly do značné míry teokratické, nejstarším dokladem vymanění práva z oblasti posvátného je římský Zákon dvanácti desek, který předpokládá, že může být změněn. Počínaje touto emancipací práva se v Evropě i vládní moc stává méně a méně teokratickou, i když panovníci až do novověku odvozovali svou moc "z Boží milosti".
Přechodné revoluční teokracie založili husité na Táboře (1419), Girolamo Savonarola ve Florencii (1494-1498), Jan Kalvín v Ženevě (1541) a některé puritánské obce v Massachusetts v 17. století. Od 18. století je teokracie terčem kritiky osvícenců a zejména Hegela, stejně jako zastánců demokracie.[zdroj⁠?!] Ještě Tomáš Garrigue Masaryk ovšem pokládal první světovou válku za střet mezi teokracií a demokracií.

## Současnost
Poslední teokracií s božským panovníkem bylo Japonské císařství do roku 1946. Vláda v řadě jiných zemí však i dnes vykazuje jisté teokratické rysy, nejvýrazněji v islámských zemích, jež se řídí božským právem (šaría), například Írán či Saúdská Arábie. Afghánistán je od roku 2021 pod vládou teokratické diktatury hnutí Tálibán. Blízko k teokracii byla i vláda dalajlámů v Tibetu. V některých zemích je dodnes státní náboženství, jehož je panovník nejvyšším představitelem (Spojené království, Norsko, Švédsko), ve státě Izrael se do zákonů přebírají části rabínského práva a náboženskou vládu mají i některé drobné státy jako Vatikán nebo mnišský stát na poloostrově Athos v Řecku. 
Teokracii obhajují i některé radikální náboženské společnosti, zejména v USA.